# Каљари (округ)
Округ Каљари (итал. Provincia di Cagliari, на месном говору, Provìntzia de Casteddu) је округ у оквиру покрајине Сардинија у западној Италији. Седиште округа и највеће градско насеље, али и престоница покрајине, је истоимени град Каљари.
Површина округа је 4.596 км², а број становника 557.679 (2008. године).

## Природне одлике
Округ Каљари чини јужни део острва и историјске области Сардиније. Он се налази у западном делу државе, са изласком на Средоземно море на југу и Тиренско море на истоку. Уз јужну обалу се налази плодан и насељен приморски део, а равничарски део, равница Кампидано, се пружа и западним делом округа. Северна половина округа је планинска - јужни део планина Ђенарђенту.

## Становништво
По последњим проценама из 2008. године у округу Каљари живи преко 550.000 становника. Густина насељености је велика, преко 120 ст/км². Приморски делови округа су најбоље насељени, посебно око града Каљарија. Планински део на северу је ређе насељен и слабије развијен.
Поред претежног италијанског становништва у округу живе и известан број досељеника из свих делова света.

## Општине и насеља
У округу Каљари постоји 71 општина (итал. Comuni).
Најважније градско насеље и седиште округа је град Каљари (158.000 ст.) у јужном делу округа. Са пар великих предграђа градска зона има преко 350.000 становника.